# Cattle Decapitation
I Cattle Decapitation sono un gruppo musicale statunitense formatosi a San Diego nel 1996.

## Storia del gruppo
Come suggerisce il nome del gruppo (traducibile come "decapitazione del bestiame"), i temi delle loro canzoni trattano principalmente degli abusi per mano dell'uomo sia sugli animali, il consumo di essi e l'inquinamento ambientale che ne deriva da parte dell'uomo (il frontman Travis Ryan è dichiaratamente animalista e ambientalista, anche se rifiuta di essere considerato vegetariano o vegano) che sul pianeta Terra stesso. Alcuni testi si focalizzano anche su temi ricorrenti alla misantropia e all'utopico genocidio della razza umana, o la sua fine per mano dello stesso uomo in seguito al collasso ambientale del pianeta. Nelle prime produzioni, la maggior parte dei testi è basata sullo scambio dei ruoli tra il mondo animale e quello umano, laddove vengono compiute violenze di vario tipo (vivisezione, carneficine, decapitazioni, ecc.).
Dopo l'incisione di un demo autoprodotto nel 1996 e la pubblicazione di tre EP e uno split per etichette indipendenti, la band ottiene un contratto discografico internazionale con la Metal Blade Records. La pubblicazione del loro album di debutto, To Serve Man (2002), scatena controversie in Germania, dove le compagnie SPV furono contro la distribuzione dell'album a causa della copertina molto esplicita. La copertina di Humanure (2004) fu censurata in diversi rivenditori senza il permesso dell'etichetta discografica, poiché mostrava una mucca in una deiezione di resti umani.

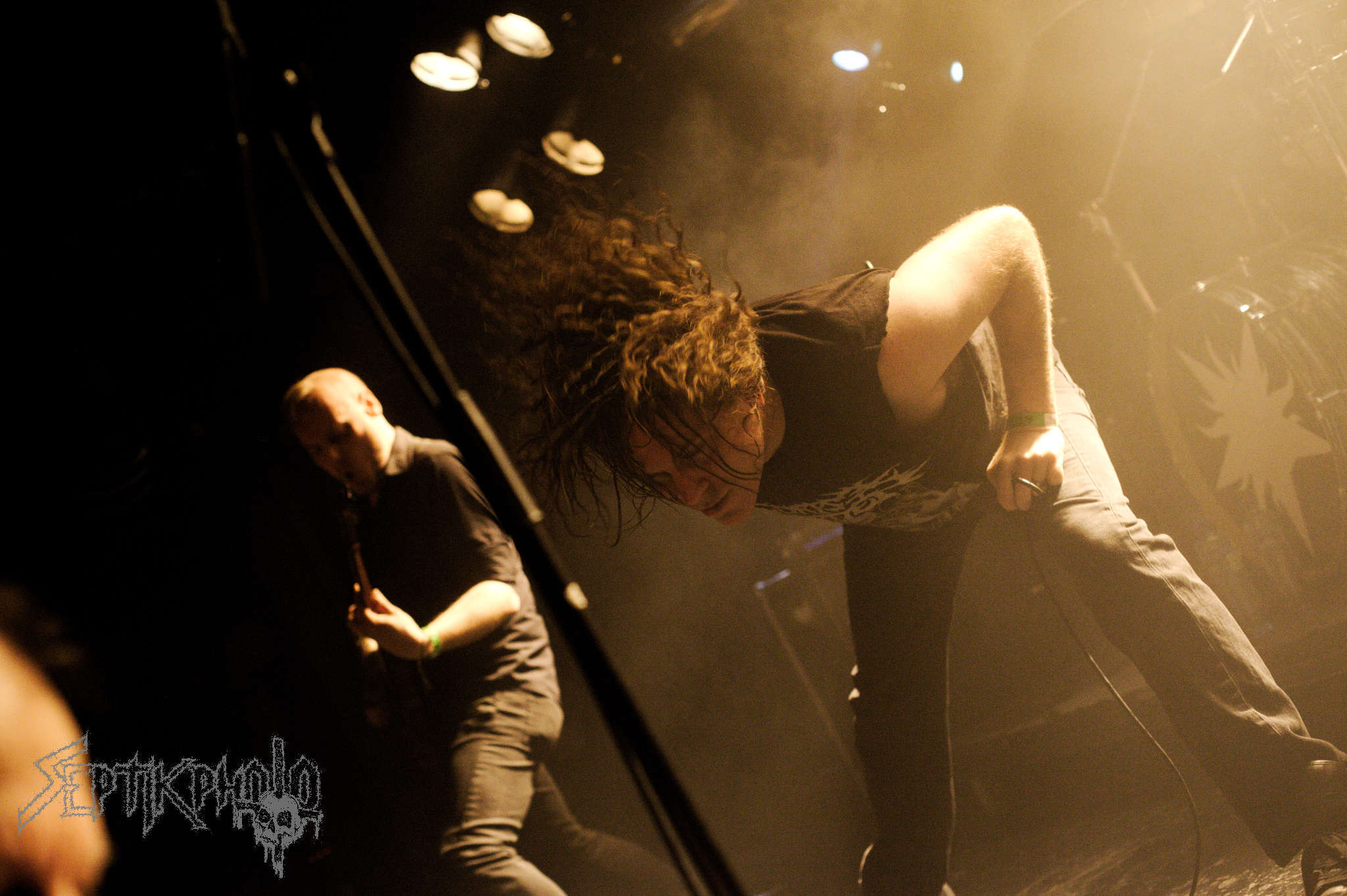
Josh Elmore e Travis Ryan in concerto nel 2016

Garry Sharpe-Young, giornalista della scena metal, considera i Cattle Decapitation "una delle poche band metal i quali messaggi sono forti quanto la loro musica".
I Cattle Decapitation sono stati in tour con band come Suffocation, Cryptopsy, The Black Dahlia Murder, Deicide, Behemoth, Hate Eternal, Krisiun e Job for a Cowboy. Nel 2009 pubblicano il quarto album in studio The Harvest Floor, che mostra un miglioramento a livello di songwriting, con un uso, comunque abbastanza moderato, della melodia.
Nell'agosto del 2009 Troy Oftedal diventa il bassista turnista della band a causa delle differenze musicali e personali del precedente bassista, che verrà poi ufficialmente sostituito da Derek Engemann.
L'8 maggio 2012 viene pubblicato il quinto album Monolith of Inhumanity, con il quale la band ottiene la definitiva notorietà internazionale con una formula di death metal originale che unisce grindcore, brutal e black metal: ciò si traduce in canzoni violente e tecniche ma con una vena melodica che le rende più "accessibili" e che diventa il marchio di fabbrica della band californiana.
Nel 2015 pubblicano, sempre con la Metal Blade Records, il sesto lavoro in studio, The Anthropocene Extinction. Viene ampliato lo spazio che il gruppo concede ai passaggi più melodici, ma senza per questo diminuire la carica brutale o rinunciare ai passaggi più tecnici che caratterizzavano il precedente Monolith of Inhumanity.
Nel gennaio del 2018 il bassista Derek Engemann si separa amichevolmente dalla band per dedicare più tempo agli Scour, gruppo black metal di Phil Anselmo nel quale egli è chitarrista, e altri progetti. L'anno successivo esce il settimo album in studio Death Atlas, realizzato con il nuovo bassista Olivier Pinard e, per la prima volta, con due chitarristi, in quanto si aggiunge ufficialmente alla formazione Belisario Dimuzio, turnista per la band dal 2015.

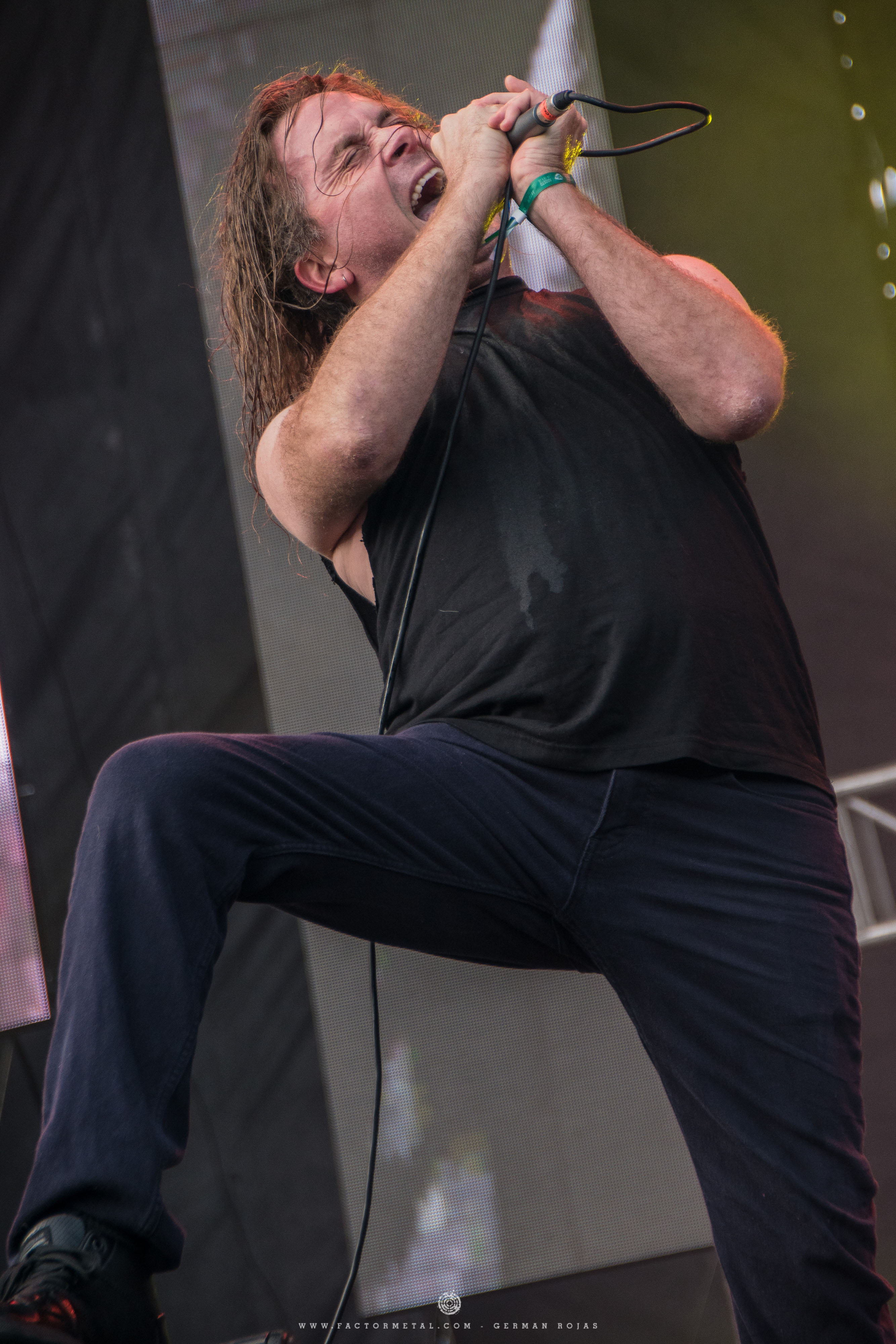
Il cantante Travis Ryan in concerto nel 2018

Il 10 gennaio 2023 il gruppo annuncia che il suo ottavo album in studio, dal titolo Terrasite, verrà pubblicato il 12 maggio dello stesso anno. Acclamato dalla critica specializzata come i suoi predecessori, viene anticipato dai singoli We Eat Our Young e Scourge of the Offspring.

## Stile musicale e influenze
Fin dagli esordi la band ha adottato una forma di death metal fortemente influenzata dal grindcore, detta anche deathgrind; con The Harvest Floor nel 2009 e soprattutto con Monolith of Inhumanity nel 2012, la band mostra uno stile molto più personale, che mescola il tipico sound deathgrind a passaggi black metal più melodici epici e decadenti, unendo anche parti puramente progressive e technical death metal. A partire da quest'ultimo album, il cantante Travis Ryan inizia ad utilizzare nei ritornelli e nelle parti più melodiche uno stile di screaming più acuto, accostandoli ai soliti e profondi growl. Lo stesso Ryan afferma: «Non si tratta di voce pulita. Suona pulita a causa del bombardamento d'intensità che vi sta dietro, o che la accompagna, ma non è voce pulita». Lo stesso definisce questo timbro vocale come "clean-ish" (lett. vagamente pulito).
I componenti del gruppo hanno indicato come principali influenze all'inizio della loro carriera artisti come Carcass, Napalm Death, Crossed Out, Terrorizer, Coroner, Death e Slayer. Travis Ryan menziona, tra i tanti, Jon Chang (Discordance Axis, Gridlink) e il duo Bill Steer/Jeff Walker (Carcass) come influenze per il suo stile canoro. Dall'album Monolith of Inhumanity lo stesso Ryan ha dichiarato che la band cerca, nel processo di composizione, di trarre il meno possibile da influenze di altri artisti, in modo da produrre un sound sempre più originale.

## Formazione
Attuale
- Travis Ryan – voce, tastiera (1997-presente)
- Josh Elmore – chitarra solista (2001-presente)
- Belisario Dimuzio – chitarra ritmica (2018-presente)
- David McGraw – batteria (2008-presente)

Ex componenti
- Dave Astor – batteria (1996-2003)
- Michael Laughlin – batteria (2004-2007)
- Scott Miller – chitarra, voce (1996)
- Gabe Serbian – chitarra (1996-2000), batteria (1996)
- Derek Engemann – basso (2010-2018)
- Olivier Pinard – basso (2018-2025)

Turnisti
- Troy Oftedal – basso (2001-2009)
- Kevin Talley – batteria (2006)
- Belisario Dimuzio – chitarra ritmica (2015-2018)
- Diego Soria - basso (2025-presente)

## Discografia
Album in studio
- 2002 – To Serve Man
- 2004 – Humanure
- 2006 – Karma.Bloody.Karma
- 2009 – The Harvest Floor
- 2012 – Monolith of Inhumanity
- 2015 – The Anthropocene Extinction
- 2019 – Death Atlas
- 2023 – Terrasite

Raccolte
- 2018 – Medium Rarities

EP
- 1999 – Human Jerky
- 2000 – Homovore
- 2000 – ¡Decapitacion!

Split
- 1999 – The Science of Crisis
- 2005 – Cattle Decapitation/Caninus

Singoli
- 2013 – Your Disposal
- 2015 – Cannibalistic Invasivorism
- 2018 – An Exposition of Insides
- 2019 – One Day Closer to the End of the World
- 2019 – Bring Back the Plague
- 2019 – Death Atlas
- 2023 – We Eat Our Young
- 2023 – Scourge of the Offspring

Demo
- 1996 – Ten Torments of the Damned